# Giovanni Francini
Giovanni Francini (Massa, 3 agosto 1963) è un ex calciatore italiano, di ruolo difensore.

## Carriera

### Club
Terzino o stopper, crebbe nel Molicciara per poi passare alle giovanili del Torino. Con i granata esordì in A il 18 gennaio 1981, trascorrendo la stagione 1982-83 in prestito alla Reggiana in B. Il 30 settembre 1984 segnò la prima rete in Serie A, in una vittoria per 3-0 sul Napoli: sette settimane più tardi, andò invece in gol nel derby torinese. Nell'estate 1987 fu acquistato dal Napoli, con cui debuttò in Coppa dei Campioni: fu sua la prima rete dei partenopei nella storia della competizione.
Segna il suo primo goal in campionato in Roma-Napoli 1-1. Al momento del suo goal il Napoli era in 9 per le espulsioni di Renica e Careca. La stagione successiva lo vede protagonista anche nella vittoria della Coppa UEFA, 2 reti realizzate nella competizione ai sedicesimi di finale, entrambe col Lokomotive Lipsia, sia all'andata (1-1), sia al ritorno (2-0), decisive per il passaggio del turno.
Nel 1989-90 festeggia la vittoria del suo primo ed unico scudetto con i partenopei. Segna in Napoli-Genoa 2-1, si ripete in Napoli-Juventus 3-1 e nella decisiva Bologna-Napoli 2-4.
La Stagione successiva inizia con la vittoria della Supercoppa italiana 1990. Farà parte del Napoli fino alla stagione 1993-94 con Marcello Lippi, anno in cui centrerà il sesto posto e la qualificazione alla Coppa UEFA.
Nel 1994 si trasferì al Genoa, chiudendo poi la carriera al Brescia all'età di 32 anni.

### Nazionale

Francini (in piedi, terzo da destra) in nazionale nel 1988

Debuttò in nazionale nel 1986, in occasione delle qualificazioni per l'Europeo 1988.
Nel 1987 diviene titolare, complice l'addio alla Nazionale di Antonio Cabrini.
Giocò titolare Italia-Svezia 2-1 disputata a Napoli, ma si infortunò sull'1-0 e costretto ad essere trasportato in ospedale per accertamenti.
Disputò l'ultima partita in Nazionale il 31 marzo 1988 in Jugoslavia-Italia 1-1, durante la quale fu sostituito al 53' minuto dall'esordiente Paolo Maldini, in quello che fu definito un passaggio di consegne. Venne convocato per la fase finale dell'Europeo 1988, senza collezionare presenze. Non fu incluso nella rosa dei convocati per Italia '90 nonostante lo scudetto vinto col Napoli. Fu convocato ad ottobre'90 per le partite di qualificazione ad Euro' 92, senza scendere in campo e constatando che non c'era spazio a causa dell'exploit di Paolo Maldini, decise in accordo col CT Vicini di non essere più convocato.

## Statistiche

### Cronologia presenze e reti in nazionale
| Cronologia completa delle presenze e delle reti in nazionale ― Italia | Cronologia completa delle presenze e delle reti in nazionale ― Italia | Cronologia completa delle presenze e delle reti in nazionale ― Italia | Cronologia completa delle presenze e delle reti in nazionale ― Italia | Cronologia completa delle presenze e delle reti in nazionale ― Italia | Cronologia completa delle presenze e delle reti in nazionale ― Italia | Cronologia completa delle presenze e delle reti in nazionale ― Italia | Cronologia completa delle presenze e delle reti in nazionale ― Italia |
| Data                                                                  | Città                                                                 | In casa                                                               | Risultato                                                             | Ospiti                                                                | Competizione                                                          | Reti                                                                  | Note                                                                  |
| --------------------------------------------------------------------- | --------------------------------------------------------------------- | --------------------------------------------------------------------- | --------------------------------------------------------------------- | --------------------------------------------------------------------- | --------------------------------------------------------------------- | --------------------------------------------------------------------- | --------------------------------------------------------------------- |
| 15-11-1986                                                            | Milano                                                                | Italia                                                                | 3 – 2                                                                 | Svizzera                                                              | Qual. Euro 1988                                                       | -                                                                     | 11’                                                                   |
| 28-5-1987                                                             | Oslo                                                                  | Norvegia                                                              | 0 – 0                                                                 | Italia                                                                | Amichevole                                                            | -                                                                     |                                                                       |
| 3-6-1987                                                              | Stoccolma                                                             | Svezia                                                                | 1 – 0                                                                 | Italia                                                                | Qual. Euro 1988                                                       | -                                                                     |                                                                       |
| 10-6-1987                                                             | Zurigo                                                                | Italia                                                                | 3 – 1                                                                 | Argentina                                                             | Amichevole                                                            | -                                                                     |                                                                       |
| 14-11-1987                                                            | Napoli                                                                | Italia                                                                | 2 – 1                                                                 | Svezia                                                                | Qual. Euro 1988                                                       | -                                                                     | 26’                                                                   |
| 5-12-1987                                                             | Milano                                                                | Italia                                                                | 3 – 0                                                                 | Portogallo                                                            | Qual. Euro 1988                                                       | -                                                                     |                                                                       |
| 20-2-1988                                                             | Bari                                                                  | Italia                                                                | 4 – 1                                                                 | Unione Sovietica                                                      | Amichevole                                                            | -                                                                     |                                                                       |
| 31-3-1988                                                             | Spalato                                                               | Jugoslavia                                                            | 1 – 1                                                                 | Italia                                                                | Amichevole                                                            | -                                                                     | 53’                                                                   |
| Totale                                                                |                                                                       | Presenze                                                              | 8                                                                     |                                                                       | Reti                                                                  | 0                                                                     |                                                                       |

## Palmarès

### Club

#### Competizioni nazionali
- Campionato italiano: 1

Napoli: 1989-1990
- Supercoppa italiana: 1

Napoli: 1990

#### Competizioni internazionali
- Coppa UEFA: 1

Napoli: 1988-1989